# Son cubano
El son cubano es un estilo de canto y danza originario de Cuba que logró proyección internacional a partir de los años 1930. Este ritmo combina la estructura y características de la música española con elementos e instrumentos musicales afrocubanos e indígenas. El son cubano es uno de los más influyentes géneros de la música latinoamericana; sus derivados y fusiones, especialmente la salsa, se han difundido ampliamente a través de todo el mundo.
La palabra son también se ha usado en otros estilos musicales de países de habla hispana. Por ejemplo, en México el son jarocho de Veracruz y el son huasteco de la Sierra Huasteca constituyen géneros musicales diferentes y no están relacionados con el son cubano.

## Historia

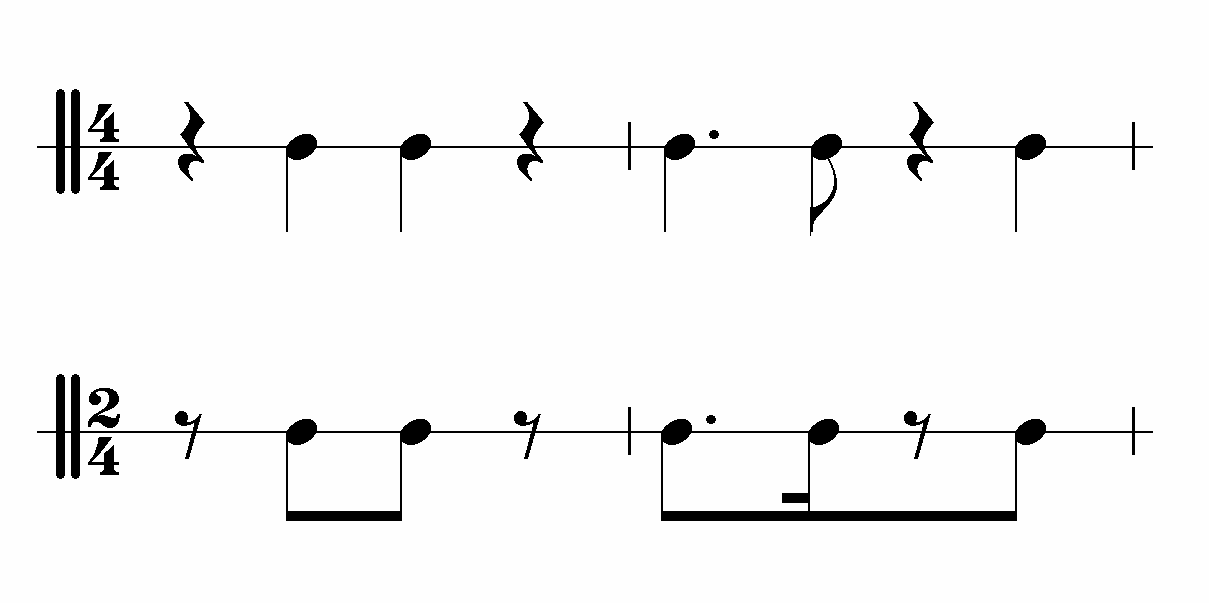
Clave de son en 2 - 3.

Que el son surgió en la región oriental de Cuba a finales del siglo XIX, es una de las opiniones  más firmemente establecidas en la conciencia del pueblo cubano. También es una fuerte creencia que en 1892 el tresista baracoense Nené Manfugás lo llevó del monte a los carnavales de Santiago de Cuba. Pero lamentablemente, en realidad no existen pruebas fehacientes sobre el origen del son. Sobre este tema lo único que se conserva son los testimonios orales de algunos informantes. Con respecto a las creencias sobre el origen del son podemos afirmar, tal como el experto en la rumba cubana David Peñalosa señala en cuanto a la rumba de solar, que están llenos de “incógnitas, contradicciones, conjeturas y mitos.”
La forma en que supuestamente arriba el son a La Habana ha sido motivo de controversia y especulación durante mucho tiempo. Según ciertos estudiosos del tema, como Jesús Blanco, el son es "traído" a la capital por algunos miembros del Ejército Permanente en 1909, pero de acuerdo con otras evidencias, lo más probable es que este haya estado ya presente en esa ciudad desde el siglo XIX. Al respecto dice Radamés Giro: “Uno de los aspectos más discutidos – y discutibles – de la expansión del son es su “llegada” a La Habana. Se ha dicho – muchos lo han repetido – que el mismo fue “traído”  a la capital en 1909 por el Ejército Permanente… por simplista no es posible aceptar esta afirmación, pues ¿cómo es posible que una institución armada, cuya función principal no era la música, pudiera lograr introducir el son en La Habana? No basta con afirmar que a este cuerpo armado estuvieran vinculados algunos músicos, muchos de ellos soneros. No puede negarse la contribución del Ejército Permanente a la expansión del son, pero esto no debe llevarnos a la afirmación de que lo trajo a La Habana. Más razonable es decir que el son llegó a la capital a través de los que emigraban de su lugar de origen a otras regiones, incluyendo la capital. Si el son es un fenómeno artístico que se venía formando desde la segunda mitad del siglo XIX – y no solo en la antigua provincia de Oriente - , es lógico suponer, mas no afirmar, que ya mucho antes de 1909 se escuchara en la capital por las razones antes apuntadas…”
El son evolucionó posteriormente dando origen a otros géneros como el son montuno, el mambo y la salsa, aunque aún es interpretado por agrupaciones de corte tradicional en Cuba, Perú, Puerto Rico, Venezuela, Colombia, Estados Unidos, República Dominicana y Canarias.

### Origen
Dada la falta de documentación apropiada no es posible determinar de manera exacta el origen del son cubano. Las rumbitas rurales y proto-sones, que se consideran como una manifestación temprana de lo que luego se llamaría son, surgieron en todo el territorio de la isla desde el extremo occidental hasta el extremo oriental, y se han conservado al menos tres de sus modalidades hasta el tiempo presente en lugares como Isla de la Juventud (Sucu-Sucu), Ciego de Ávila (Rumbitas) y Guantánamo, Oriente (Changüí).
El son es una invención musical relativamente reciente. Historiadores y musicólogos cubanos ya no creen que esté relacionado con el "Son de la Ma Teodora", una melodía popular atribuida por Alejo Carpentier a Teodora Ginés, una negra liberta de origen dominicano que vivió en Santiago de Cuba en el siglo XVI.
A pesar de la tendencia tradicional de atribuir el origen del son cubano a la región oriental de Cuba (Oriente), desde hace ya algún tiempo, ciertos musicólogos han mostrado una postura más incluyente. Aunque Alejo Carpentier, Emilio Grenet y Cristóbal Díaz Ayala apoyan la teoría del "origen oriental", Argeliers León no menciona nada al respecto en su obra fundamental "Del Canto y del Tiempo", así como María Teresa Linares en "La Música entre Cuba y España. Danilo Orozco también muestra una posición más abierta cuando dice: "... De esta manera, cientos de territorios orientales tienen una gran importancia objetiva generativa - pero no exclusiva - y esto comprende la interrelación temprana campo-ciudad", y Radamés Giro afirma sobre este tema: "Si el son fue un fenómeno artístico que se desarrolla desde la segunda mitad del siglo XIX - y no sólo en la provincia del viejo Oriente -, es lógico suponer, pero no afirmar , que mucho antes de 1909 se escuchó en la ciudad capital (La Habana), debido a las razones antes mencionadas ..."
Un experto en la contradanza, el musicólogo Peter Manuel, propone una teoría bien documentada en donde afirma que gran parte de la estructura del son se originó a partir de la contradanza en La Habana, alrededor de la segunda mitad del siglo XIX. La contradanza incluye muchas de las características que se muestran en el son, como las melodías en terceras paralelas en forma de "dueto", la presencia de un ritmo de clave, pequeños versos prestados de canciones populares, síncopas distintivas, así como la forma de canción en "dos partes" y el ostinato conocido como montuno.

### Inicios del siglo 20
La aparición del son aumentó significativamente la interacción de los cultura Afro-derivada e Hispano-derivada. Con la abolición de la esclavitud en 1886, muchos de los afrodescendientes que fueron liberados se fueron a vivir en "solares" de los barrios de clase baja en La Habana, y numerosos trabajadores también llegaron de todas partes del país y algunas zonas rurales, en busca de mejores condiciones de vida. Muchos de ellos trajeron sus tradiciones de rumba afrocubana, y otros trajeron sus rumbitas y montunos.
Fue en La Habana donde se llevó a cabo el encuentro de la rumba rural y la rumba urbana que se habían venido desarrollando por separado durante la segunda mitad del siglo XIX. Los Guaracheros y rumberos que solían tocar con el tiple y el güiro finalmente se encontraron con otros rumberos que cantaban y bailaban acompañados por el cajón y la clave cubana, y el resultado fue la fusión de ambos estilos en un nuevo género llamado son. Alrededor de 1910 el son probablemente había adoptado el ritmo de clave de la rumba de La Habana, que se había desarrollado a finales del siglo 19 en La Habana y Matanzas.
Después que el trovador Sindo Garay se instalara en La Habana en 1906, muchos otros trovadores lo siguieron con la esperanza de obtener un contrato de grabación con una de las compañías estadounidenses tales como RCA Victor y Columbia Records. Esos trovadores de diferentes partes del país se reunieron con otros que ya vivían en La Habana, como María Teresa Vera y Rafael Zequeira. Ellos trajeron sus repertorios de canciones y boleros, que también incluían rumbas, guarachas y rumbitas rurales. 
El trovador Chico Ibáñez dijo que compuso su primer "montuno" llamado "Pobre Evaristo" en 1906: "Fue una tonada con tres o cuatro palabras que pones en ella, y después, pusimos una frase que se repite, el verdadero montuno para ser cantado por todo el mundo ... ". Ned Sublette afirma acerca de otro famoso trovador y sonero: "Cuando niño, Miguel Matamoros tocaba danzones y sones en su armónica para entretener a los trabajadores en una fábrica local de cigarros. Decía:" los sones que fueron compuestos en ese momento no eran más que dos o tres palabras que se repetían durante toda la noche..."
Una lista parcial de los trovadores que grabaron rumbas, guarachas y sones en La Habana a principios del siglo XX incluye a Sindo Garay, Manuel Corona, María Teresa Vera, Alberto Villalón, José Castillo, Juan Cruz, Juan de la Cruz, Nano León, Román Martínez, así como los dúos de Floro y Zorrilla, Pablito y Luna, Zalazar y Oriche, y también Adolfo Colombo, que no era un trovador sino un solista en el Teatro Alhambra.
En los barrios de La Habana, los grupos de son tocaban en el formato que pudieran reunir y la mayoría de ellos eran semi-profesionales. Uno de esos grupos, Los Apaches, fue invitado en 1916 a una fiesta celebrada por el presidente Mario Menocal en el exclusivo Vedado Tennis Club, y ese mismo año algunos miembros del grupo se reorganizaron en un cuarteto llamado Cuarteto Oriental. Aquellos miembros fueron: Ricardo Martínez, de Santiago de Cuba, dirección y tres; Gerardo Martínez, primera voz y clave; Guillermo Castillo, botijuela; y Felipe Neri Cabrera, maracas. De acuerdo con Jesús Blanco, citado por Díaz Ayala, después de unos pocos meses de su fundación, el bongocero Joaquín Velasco se unió al grupo.
En 1917, el Cuarteto Oriental grabó el primer son documentado en el catálogo de "Columbia Records" que fue introducido como «Pare motorista-son santiaguero». Inesperadamente, un quinto miembro del cuarteto se menciona. Su nombre era Carlos Godínez y él era un miembro del ejército. Posteriormente, la RCA Victor contrató a Godínez en 1918 para organizar un grupo y grabar varias canciones. Para esa grabación, el nuevo grupo se llamó "Sexteto Habanero Godínez". Sus miembros eran: Carlos Godínez, director y tresero; María Teresa Vera, primera voz y clave; Manuel Corona, segunda voz y guitarra; "Sinsonte", tercera voz y maracas; Alfredo Boloña, bongó; y otro intérprete desconocido que no fue incluido en la lista ".

### 1920

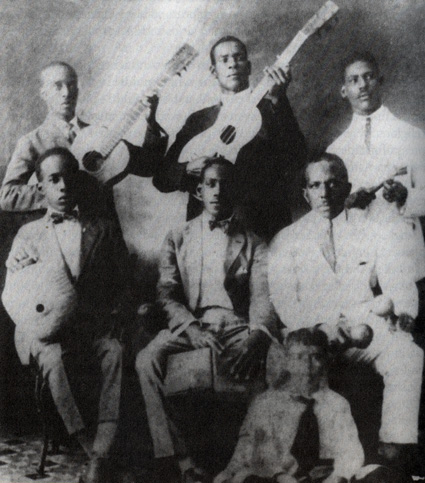
Sexteto Habanero 1920.

En 1920, el Cuarteto Oriental se convirtió en un sexteto y se renombró como Sexteto Habanero. Este grupo estableció la configuración "clásica" del sexteto de son compuesto por guitarra, tres, bongos, claves, maracas y contrabajo. Los miembros del sexteto fueron: Guillermo Castillo, director, guitarra y segunda voz; Gerardo Martínez, primera voz; Felipe Neri Cabrera, maracas y coros; Ricardo Martínez, tres, Joaquín Velasco, bongos; y Antonio Bacallao, botija. Abelardo Barroso, uno de los más famosos soneros, se unió al grupo en 1925.

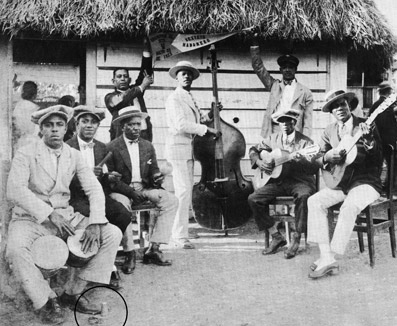
Sexteto Habanero 1925.

La popularización comenzó en serio con la llegada de radiodifusión en 1922, que llegó al mismo tiempo que la reputación de La Habana como una atracción para los estadounidenses que evadían las leyes de prohibición. La ciudad se convirtió en un refugio para la Mafia, la prostitución y el juego, y también se convirtió en un segundo hogar para las bandas de moda e influyentes de Nueva York. El son experimentó un período de transformación entre 1925 y 1928, cuando pasó de ser un género musical marginal a quizás el tipo de música cubana más popular.

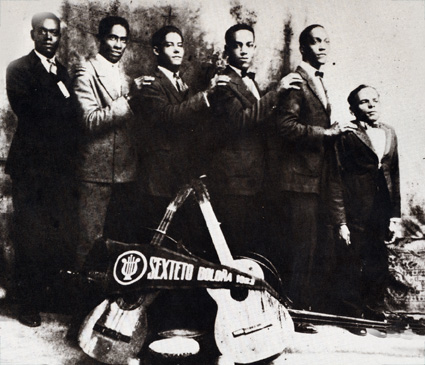
Sexteto Boloña 1926.

Un punto de inflexión que hizo posible esta transformación se produjo cuando el entonces presidente Machado pidió públicamente a La Sonora Matancera que tocara en su fiesta de cumpleaños. Además, la aceptación del son como un género de música popular en otros países contribuyó a una mayor aceptación del son en la corriente principal cubana. En ese momento se crearon muchos sextetos como Boloña, Agabama, Botón de Rosa y el famoso Sexteto Occidente dirigido por María Teresa Vera.

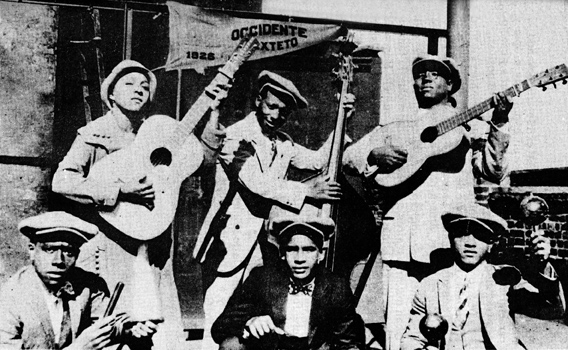
Sexteto Occidente, Nueva York 1926
atrás: María Teresa Vera (guitarra), Ignacio Piñeiro (contrabajo), Julio Torres Biart (tres); adelante: Miguelito García (clave), Manuel Reinoso (bongo) y Francisco Sánchez (maracas)

Unos años más tarde, a finales de 1920, los sextetos de son se convirtieron en septetos y la popularidad del son continuó creciendo con artistas como el Septeto Nacional y su director Ignacio Piñeiro (Echale salsita - Donde Estabas anoche). En 1928, El manisero de Rita Montaner se convirtió en la primera canción cubana en ser un gran éxito en París y en otras partes de Europa. En 1930, la Orquesta Habana Casino de Don Azpiazu   llevó la canción a los Estados Unidos, donde también se convirtió en un gran éxito.
La instrumentación se amplió para incluir cornetas o trompetas, formando los sextetos y septetos de la década de 1920. Más tarde, estos conjuntos añadieron Piano, otra percusión, más trompetas, e incluso instrumentos en formato de Big Band

### Trío Matamoros
La presencia del Trío Matamoros en la historia del son cubano es tan importante que merece una sección aparte. Su desarrollo constituye un ejemplo del proceso que los trovadores normalmente seguían hasta convertirse en soneros. El trío fue fundado por Miguel Matamoros (voz y primera guitarra), nacido en Santiago de Cuba (Oriente) en 1894. Allí, él se involucró con el movimiento de la trova tradicional y en 1925 se unió a Siro Rodríguez (voz y maracas) y Rafael Cueto (voz y segunda guitarra) para crear el famoso grupo.
Ellos sintetizaron el estilo de los sextetos y septetos, adaptándolo a su conjunto. Las diferentes capas rítmicas se distribuyeron entre sus tres voces, guitarras y maracas. Cueto usaba plectro en su guitarra en lugar del rasgueo como era habitual, brindando los patrones del "guajeo" en el rango de agudos, y los ritmos sincopados del "tumbao" en las cuerdas graves. El contrapunto se completaba con la primera guitarra, interpretada por Miguel. También incluyeron en ocasiones otros instrumentos como el bongó, y posteriormente decidieron ampliar el formato de trío para crear un "conjunto" de son añadiento piano, más guitarras, tres y otras voces. En este proyecto participaron figuras tan importantes como Lorenzo Hierrezuelo, Francisco Repilado (Compay Segundo) y Beny Moré.
En 1928, viajaron a Nueva York con un contrato de grabación por RCA Victor, y su primer álbum causó un gran impacto en el público que pronto se hizo muy famoso a nivel nacional e internacional. El Trío Matamoros mantuvo gran prominencia hasta su retiro oficial en 1960.

### Década de 1930
A finales de la década de 1930, el apogeo del "son clásico" había terminado en gran medida. Los sextetos y septetos que habían gozado de gran popularidad comercial perdieron cada vez más terreno ante las bandas de jazz y conjuntos amplificados.  La misma música que el son había ayudado a crear ahora estaba reemplazando al son como la música más popular y solicitada en Cuba. Los conjuntos de son original tuvieron que disolverse y centrarse en nuevos estilos de música cubana o volver a sus raíces.

### Décadas de 1940 y 1950

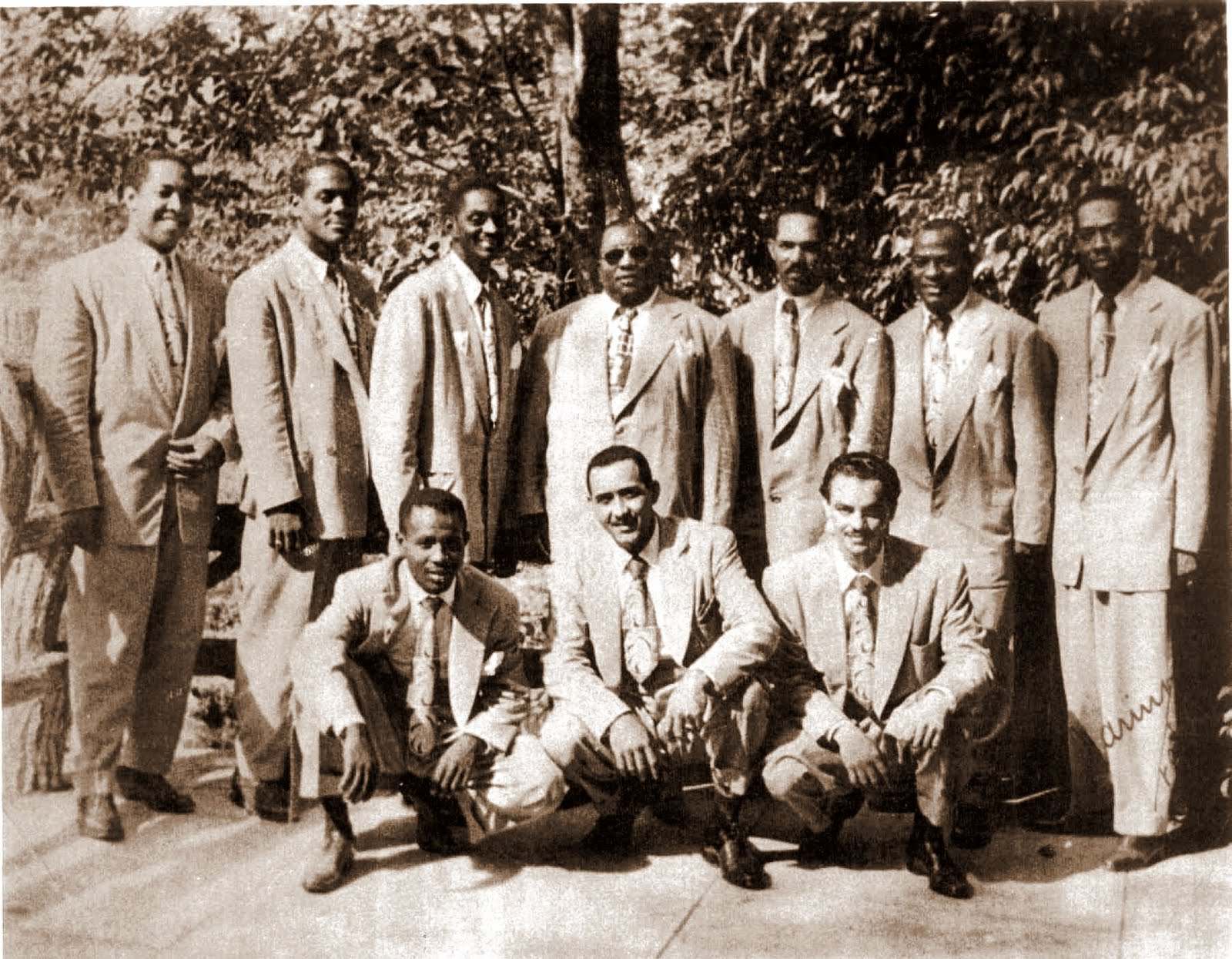
Conjunto de Arsenio Rodríguez 1949.

En la década de 1940, Arsenio Rodríguez se convirtió en el intérprete más influyente de son. Utilizando solos, toques, congas, trompetas adicionales, percusión y pianos, aunque todos estos elementos se habían usado anteriormente (Papauba - Para bailar son montuno). Beny Moré (conocido como El Bárbaro del Ritmo) desarrolló aún más el género, con influencias de guaracha, Bolero y Mambo. Fue quizás el sonero mayor (Castellano que bueno baila usted - Vertiente Camagüey); otro sonero importante fue Roberto Faz.
A finales de la década de 1940, el son había perdido su carácter controversial incluso entre los cubanos conservadores. El desarrollo que alcanzó en la década de 1940 dio lugar a la disminución de la popularidad del son original. El son se hizo más sofisticado, siendo adoptado por conjuntos, que desplazaron a los sextetos y septetos tradicionales. Las big bands sustituyerón los conjuntos, que lograron mantener su sabor a pesar de los elaborados arreglos.
Durante los años 1940 y 1950, el auge del turismo en Cuba y la popularidad del jazz y la música americana en general fomentaron el desarrollo de grandes bandas y combos de la isla. Estas bandas contaban con una sección de viento relativamente pequeña, Piano, contrabajo, percusión cubana y un vocalista al frente del conjunto. Su sonido pulido y repertorio "cosmopolita" cautivaron al público nacional e internacional.
La comercialización de este nueva música llevó a los propietarios de discotecas cubanas a reconocer el potencial generador de ingresos este tipo de bandas y así atraer el creciente flujo de turistas. Además, como resultado de la creciente popularidad de la música de big band y en un esfuerzo para aumentar los ingresos, la industria discográfica se centró en producir nuevos tipos de música y, esencialmente, eliminar el son de sus repertorios musicales. Estos acontecimientos fueron un gran golpe para el son y su popularidad entre los mismos cubanos.
Con la llegada del Chachachá y Mambo a los Estados Unidos, el son también se hizo muy popular. Después que la Revolución cubana separara a Cuba de los EE. UU., el son, el mambo y la rumba, junto con otras formas de música afro-cubana contribuyeron al desarrollo de la Salsa, inicialmente en Nueva York.
La popularización masiva del son condujo a un aumento de la valorización de la cultura urbana afrocubana y de los artistas que la crearon. También abrió la puerta para que otros géneros con raíces afrocubanas pasaran a ser populares en Cuba y todo el mundo.

### Estado actual del son
En la actualidad, aunque ya no tan popular, el son tradicional ha sido asimilado por otros géneros y está presente en ellos. Otros tipos de música popular cubana y otros estilos de música latina siguen utilizando el referente esencial del son.
Otra contribución importante del son fue la introducción de las Congas en la música comercial. El aumento de la popularidad del son dio a conocer el enorme potencial de la música con ritmos afro-cubanos. Esto llevó al desarrollo y la distribución masiva de nuevos tipos de música latina. Además, géneros de la década de 1940 posteriores, como el Mambo manifiestan muchas características derivadas del son. Las orquestas de Charanga también desarrollaron música fuertemente influenciada por el son.
Quizás la contribución más significativa del son es su influencia en la música latina actual. El son se considera la base a partir de la cual se creó la salsa.
Aunque el "son clásico" sigue siendo una base musical muy importante para muchos tipos de música latina ya no es un género de música popular en Cuba. Las generaciones más jóvenes de cubanos prefieren derivados más rápidos y orientados al baile, como la timba o la salsa. Las generaciones mayores siguen conservando el son como uno de los géneros que escuchan, concretamente en Oriente, donde tienden a mantener las versiones más tradicionales del son, en comparación con La Habana.
La desaparición de la URSS (principal sostén económico de Cuba) en 1991 obligó a Cuba a fomentar el turismo para atraer divisas. Junto con el turismo, la música se convirtió en uno de los activos más importantes de Cuba. El álbum y película Buena Vista Social Club, así como una serie de CDs provocaron un auge de la música cubana en todo el mundo.
Gracias al álbum y película Buena Vista Social Club, y la serie de álbumes en solitario de sus miembros ha habido un renacimiento del son tradicional y un redescubrimiento de artistas de son mayores, que a menudo se habían quedado en el camino.  A pesar de que la mayoría de los cubanos no ven el valor del álbum Buena Vista Social Club y sienten que no representa la Cuba actual [cita requerida], este ha reintroducido el son cubano a las generaciones más jóvenes de la gente de todo el mundo que nunca había oído hablar del son. También ha introducido una parte importante de la historia de la música cubana al público extranjero.

## Instrumentos

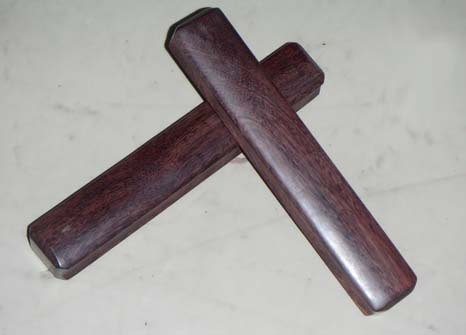
[claves

Los grupos soneros originalmente estaban conformados por un tres cubano (especie de guitarra de tres pares de cuerdas), un bongó (que realizaba una improvisación virtuosa constante), maracas, unas claves y una marímbula que hacia las veces de bajo en el son tradicional cubano. Más tarde, se añadió la guitarra, el contrabajo sustituyó la marímbula y se adicionó la trompeta en 1927, elemento característico de la formación de los septetos de son.

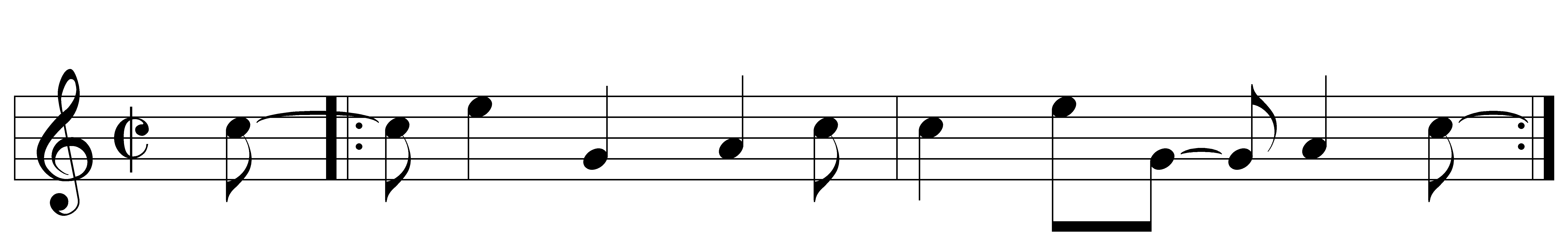
Son tres guajeo escrito
escrito en compás partido,